# Sphaerochthonius windsori
Sphaerochthonius windsori är en kvalsterart som beskrevs av Schatz 2003. Sphaerochthonius windsori ingår i släktet Sphaerochthonius och familjen Sphaerochthoniidae. Inga underarter finns listade i Catalogue of Life.